# Флаксланден (Франция)
Флаксланден (фр. Flaxlanden) — коммуна на северо-востоке Франции в регионе Гранд-Эст (бывший Эльзас — Шампань — Арденны — Лотарингия), департамент Верхний Рейн, округ Мюлуз, кантон Брёнстат. До марта 2015 года коммуна административно входила в состав упразднённого кантона Мюлуз-Сюд (округ Мюлуз).
Площадь коммуны — 4,33 км², население — 1448 человек (2006) с тенденцией к росту: 1460 человек (2012), плотность населения — 337,2 чел/км².

## Население
Численность населения коммуны в 2011 году составляла 1455 человек, а в 2012 году — 1460 человек.
| 1962 | 1968 | 1975 | 1982 | 1990 | 1999 | 2006 | 2011 | 2012 |
| ---- | ---- | ---- | ---- | ---- | ---- | ---- | ---- | ---- |
| 570  | 804  | 1084 | 1144 | 1101 | 1254 | 1448 | 1455 | 1460 |

Динамика населения:

## Экономика
В 2010 году из 925 человек трудоспособного возраста (от 15 до 64 лет) 664 были экономически активными, 261 — неактивными (показатель активности 71,8 %, в 1999 году — 67,9 %). Из 664 активных трудоспособных жителей работали 622 человека (334 мужчины и 288 женщин), 42 числились безработными (14 мужчин и 28 женщин). Среди 261 трудоспособных неактивных граждан 99 были учениками либо студентами, 100 — пенсионерами, а ещё 62 — были неактивны в силу других причин.
На протяжении 2011 года в коммуне числилось 575 облагаемых налогом домохозяйств, в которых проживало 1408,5 человек. При этом медиана доходов составила 25692 евро на одного налогоплательщика.

## Достопримечательности (фотогалерея)

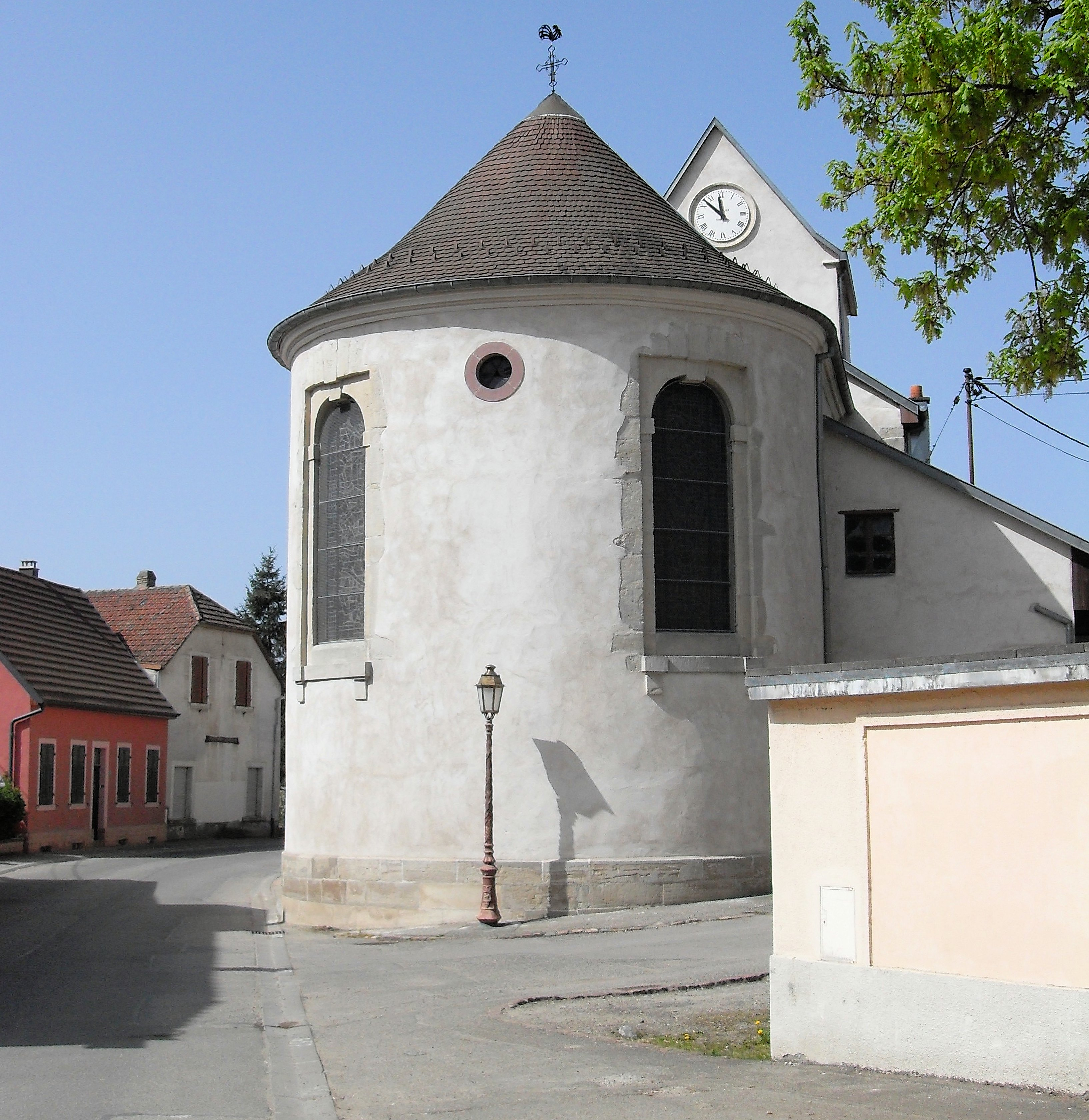
Церковь Сен-Себастьян
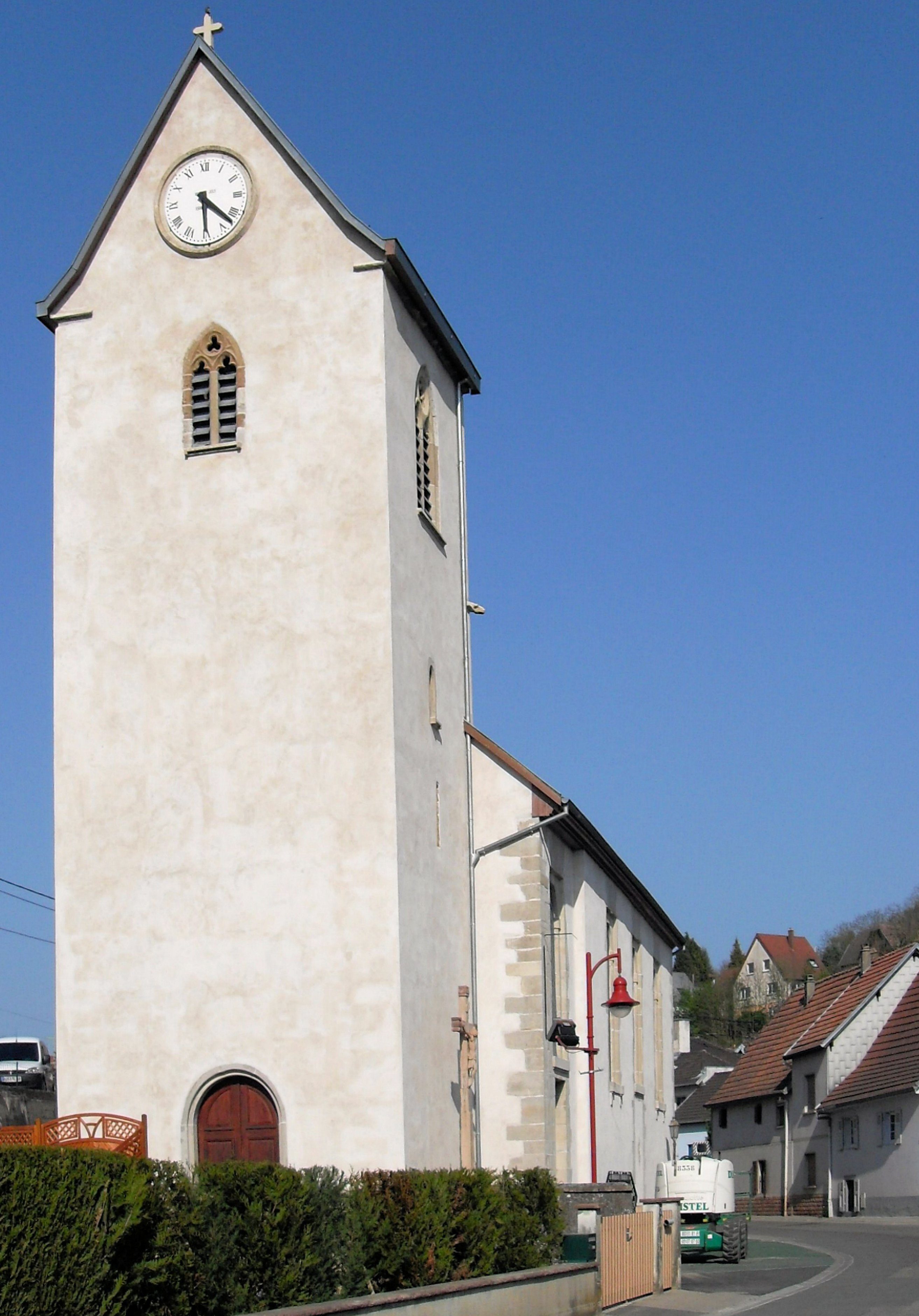
Колокольня